# جاناتان دیویس
جاناتان هاوسمن دیویس (به انگلیسی: Jonathan Houseman Davis) (زادهٔ ۱۸ ژانویهٔ ۱۹۷۱) خواننده و شخص اول گروه نو-متال کورن است. دیویس در رده‌بندی «۱۰۰ خوانندهٔ هوی متال برتر همهٔ دوران» در ماهنامهٔ هیت پریدر جایگاه شانزدهم را به‌خود اختصاص داده‌است.
گروه کورن را دیویس به‌همراه جیمز شفر (گیتاریست)، رجینالد آرویزو (بیسیست) و دیوید سیلوریا (درامر) در سال ۱۹۹۳ در بیکرزفیلد کالیفرنیا بنیان گذاشتند. از آن‌زمان تا به حال ۹ آلبوم استودیویی از کورن منتشر شده‌است که تمامی آن‌ها در زمان انتشارشان رده‌های بالای جدول‌های فروش بیلبورد در ایالات متحده را به‌خود اختصاص داده‌اند.
او دو بار ازدواج کرده که از ازدواج اول یک و از ازدواج دوم دو پسر دارد. همسر دوم او دیوان دیویس از هنرپیشگان قدیمی پورنو بود که در سال ۲۰۱۸ درگذشت.
دیویس به موازات فعالیت‌اش در کورن گروه خودش با نام جاناتان دیویس اند اس‌اف‌ای را هم رهبری می‌کند. تنها آلبوم شخصی او-که اکثر قطعه‌های آن بازخوانی آثار کورن هستند-در سال ۲۰۰۷ و با نام Alone I Play روانهٔ بازار شده‌است. دیویس طی سال‌های فعالیت موسیقیای اش به‌غیر از کورن در ضبط آلبوم‌های دیگر گروه‌ها و هنرمندان موسیقی نیز مشارکت داشته‌است که از آن میان می‌توان به سپولترا، لیمپ بیزکت، لینکین پارک و سویساید سایلنس اشاره کرد.

## زندگی شخصی
جاناتان هاوسمن دیویس، در (۱۸ ژانویه ۱۹۷۱) در بیکرزفیلد کالیفرنیا متولد شد. او فرزند هالی ماری چاوز (متولد ۶ مِی ۱۹۴۹)(فوت شده در: ۲۵ فوریه ۲۰۱۸) و ریکی دواِین دیویس(متولد ۱۴ دسامبر ۱۹۴۸) است. 
پدر و مادرش در ۲۷ فوریه ۱۹۷۰ ازدواج کردند و جاناتان تبار انگلیسی، آلمانی، اسکاتلندی و ولزی دارد. 
او یک خواهر به نام آلیسا ماری دیویس(متولد ۸ فوریه ۱۹۷۴) و همچنین یک برادر ناتنی به نام مارک چاوز(متولد ۱۵ نوامبر ۱۹۷۸)(خواننده اصلیِ Adema) و یک خواهر ناتنی به نام آماندا چاوز(متولد ۳۱ جولای ۱۹۸۱) دارد. 
پدرش نوازنده کیبورد برای باک اونز و فرانک زاپا بود درحالی که مادرش یک بازیگر و رقصنده حرفه ای بود. پدر و مادرش وقتی که او ۳ ساله بود، طلاق گرفتند. او ابتدا با مادرش زندگی میکرد اما پس از تجربه موقعیت های بد در آن خانه، به خانه ی پدری اش نقل مکان کرد و توسط پدر و نامادری اش بزرگ شد، اما این احساس برای او ایجاد شد که «وارد خانه شده و خانواده کوچک و عالی آنها را خراب کرده است».
دیویس در کودکی دچار حملات شدید آسم شد، به طوری که مجبور شد از سن ۳ تا ۱۰ سالگی هر ماه در بیمارستان بماند و حتی زمانی که ۵ ساله بود، از یک حمله بحرانی آسم جان سالم به در برد. 
او در دبیرستان هایلند تحصیل کرد درحالی که به دلیل پوشیدن لباس های گشاد، کشیدن خط چشم و گوش دادن به موسیقی های عجیب به طور مداوم مورد آزار و اذیت قرار میگرفت. 
خالکوبی(HIV) بر روی بازوی چپ او نیز الهام گرفته از تجربه او در مورد آزار و اذیت شدن بود.
دیویس در سن ۱۶ سالگی به عنوان دستیار در پزشکی قانونی شغلی پیدا کرد و پس از فارغ التحصیلی از دبیرستان، بلافاصله در برنامه کالج سانفرانسیسکو ثبت نام کرد و از اوقات خود در آنجا لذت میبرد اما پس از دو ترم، تحصیل را رها کرد و در یک سردخانه نزدیک به خانه، در بخش پزشکی قانونی شاگردی میکرد. او همچنین یک مومیایی کننده حرفه ای برای مجالس ترحیم بود. 
دیویس در مصاحبه ای گفت:
« من استرس ناشی از دیدن نوزادان مرده و کودکانی که پس از یافتن مواد مخدر از والدینشان، جان خود را از دست داده بودند را داشتم. چیزهایی که نباید را در  ۱۶ یا ۱۷ سالگی دیدم. من به درمان نیاز داشتم برای از بین بردن کابوس ها اما از آن عبور کردم و این باعث شد که قدر زندگی را بیشتر بدانم.»
او با نامادری خود سازگاری نداشت و او را به آزارهایی متهم نموده ؛ از جمله : دادن چای مخلوط با روغن تایلندی به او، آبمیوه هالاپینو برای نوشیدن در هنگام بیماری، مخلوط کردن سس تاباسکو با چای او.
در آن زمان جاناتان فانتزی ها جنسی در مورد نامادری خود داشت و رویای "تجاوز و سپس کشتن او" را می دید. 
اگرچه بعدا توسط پدر جاناتان طلاق داده شد. 
آهنگ "kill you" در مورد او نوشته شده. 
جاناتان دیویس در مصاحبه ای برای گاردین گفت که وقتی ۱۸ ساله بود، خانه را ترک کرد زیرا احساس میکرد "دشمن عمومی شماره یک" است و همچنین نامادری اش از او متنفر بود و پدرش نیز بسیار خجالت زده بود.

## آثار موسیقی

### آلبوم ها
- korn (سال ۱۹۹۴)
- Life is Peachy (سال ۱۹۹۶)
- Follow the Leader (سال ۱۹۹۸)
- Issues (سال ۱۹۹۹)
- Untouchables (سال ۲۰۰۲)
- Take a Look in the Mirror (سال ۲۰۰۳)
- See You on the Other Side (سال ۲۰۰۵)
- Untitled Album (سال ۲۰۰۷)
- Korn III: Remember Who You Are (سال ۲۰۱۰)
- The Path of Totality (سال ۲۰۱۱)
- The Paradigm Shift (سال ۲۰۱۳)
- The Serenity of Suffering (سال ۲۰۱۶)
- The Nothing (سال ۲۰۱۹)
- Requiem (سال ۲۰۲۲)

جاناتان دیویس و اِس اِف اِی(SFA)
- Alone I Play (سال ۲۰۰۷)
- اجرای زنده در Union Chapel(سال ۲۰۱۱)